# 特殊作戦艇戦闘員
特殊戦艇戦闘員（とくしゅさくせんていせんとういん、英語: Special Warfare Combatant-craft Crewmen、略称:SWCC）は、アメリカ海軍特殊戦コマンドに所属し、特殊作戦任務、特にアメリカ海軍特殊部隊Navy SEALsの任務のために舟艇の操縦と整備を行う戦闘員。

## 解説
階級は特殊戦ボート・オペレーター（SB）。SWCCを目指す兵士は、海軍水陸両用基地のコロナドで特別訓練プログラムを受け、そこでボートや武器の戦術、技術、手順を学び、シールズやその他の特殊作戦部隊の秘密潜入・脱出に重点を置く。通常、入学者の約3分の1が卒業し、SWCCとなる。
卒業すると、ほとんどのSWCCは海軍の3つの特殊舟艇チームのいずれかに配属される。

## 任務
SWCCは、最新鋭の高性能艦船を運用・維持し、特殊作戦、特に秘密潜入や脱出、大型艦船が活動できない浅瀬での活動を支援する。SWCCは、臨検における捜索および押収、海上阻止作戦、敵の船舶および水上交通に対する直接行動襲撃、海上捜索および救助、水際警備、沿岸警備、特殊部隊の回収、部隊防護任務を遂行することができる。
近年では、戦術的な運転や輸送船団作戦の訓練を受ける者も多い。
その訓練と装備により、情報、監視、偵察任務、特に敵の軍事施設や沿岸海運に関するデータの収集、地上部隊の監視をこなすことができる。
SWCCはまた、戦闘や人道支援のための捜索・救助を行い、法執行機関を支援し、外国の部隊を訓練する。

## 部隊
SWCCは主に3つの部隊に所属する。
- 特殊舟艇チーム12 コロナド海軍水陸両用基地
- 特殊舟艇チーム20 リトルクリーク海軍水陸両用基地
- 特殊舟艇チーム22 ワールドワイド ジョン・C・ステニス宇宙センター (河川戦を専門とする)